# Canton d'Angers-Centre
Le canton d'Angers-Centre est une ancienne division administrative française située dans le département de Maine-et-Loire et la région Pays de la Loire.
Il disparait aux élections cantonales de mars 2015, réorganisées par le redécoupage cantonal de 2014.

## Composition
Le canton d'Angers-Centre se compose d’une fraction de la commune d'Angers. Il compte 35 190 habitants (population municipale) au 1er janvier 2012.
| Nom                | Code Insee | Intercommunalité          | Population (dernière pop. légale)                |
| ------------------ | ---------- | ------------------------- | ------------------------------------------------ |
| Angers (chef-lieu) | 49007      | CU Angers Loire Métropole | Fraction : 35 190(2012) Commune : 151 056 (2014) |

L'agglomération angevine se compose en 2014 de huit cantons : Angers-Centre, Angers-Est, Angers-Nord, Angers-Nord-Est, Angers-Nord-Ouest, Angers-Ouest, Angers-Sud et Angers-Trélazé.
L'ensemble de ces cantons comprend les communes d'Andard, Angers, Avrillé, Beaucouzé, Bouchemaine, Brain-sur-l'Authion, Cantenay-Épinard, Écouflant, La Meignanne, La Membrolle-sur-Longuenée, Montreuil-Juigné, Pellouailles-les-Vignes, Le Plessis-Grammoire, Le Plessis-Macé, Saint-Barthélemy-d'Anjou, Saint-Lambert-la-Potherie, Saint-Sylvain-d'Anjou, Sarrigné, Trélazé, Villevêque.

## Géographie
Situé dans le centre du département, ce canton est organisé autour d'Angers dans l'arrondissement d'Angers. Sa superficie, est de moins de 42 km2, et son altitude varie de 12 mètres (Angers) à 64 mètres (Angers).
| Nom de la commune | Surface (ha) | Alt. mini (m) | Alt. maxi (m) |
| ----------------- | ------------ | ------------- | ------------- |
| Angers            | 4 270        | 12            | 64            |

## Histoire
Le canton d'Angers (chef-lieu) est créé en 1790. Initialement constitué en canton unique, il est éclaté en trois cantons en 1800 : Angers-Nord-Ouest (Angers-Ouest en 1964), Angers-Sud-Est (Angers-Sud en 1964) et Angers-Nord-Est. À sa création le canton d'Angers est rattaché au district d'Angers, puis en 1800 à l'arrondissement d'Angers.
En 1964 se rajoute un canton, pour en former au total quatre : Angers-Ouest, Angers-Sud, Angers-Nord, et Angers-Est (Angers-2 en 1973).

Puis en 1973, le redécoupage forme sept cantons, numérotés de 1 à 7 : Angers-1, Angers-2, Angers-3, Angers-4, Angers-5, Angers-6 et Angers-7.
C'est en 1982 que s'opère le dernier découpage : Angers-1 (1985, Angers-Nord-Est), Angers-2 (1985, Angers-Est), Angers-3 (1985, Angers-Sud), Angers-4 (1985, Angers-Centre), Angers-5 (1985, Angers-Trélazé), Angers-6 (1985, Angers-Ouest), Angers-7 (1985, Angers-Nord), Angers-8 (1985, Angers-Nord-Ouest).
Le canton d'Angers-Centre date de 1982 sous la dénomination d'« Angers IV », avec une partie du territoire d'Angers. Il prend le nom d'Angers-Centre en 1985.
Dans le cadre de la réforme territoriale, un nouveau découpage territorial pour le département de Maine-et-Loire est défini par le décret du 26 février 2014. Le canton d'Angers-Centre disparait aux élections cantonales de mars 2015.

## Administration
Le canton d'Angers-Centre est la circonscription électorale servant à l'élection des conseillers généraux, membres du conseil général de Maine-et-Loire. Il est rattaché à la première circonscription de Maine-et-Loire.
| Période | Période      | Identité                    | Étiquette    | Qualité                                                           |
| ------- | ------------ | --------------------------- | ------------ | ----------------------------------------------------------------- |
| 1964    | 1973         | Suzanne Bouvet              | DVD          | Adjointe au maire d'Angers Élue en 1973 dans le canton d'Angers-3 |
| 1973    | 1985         | voir Canton d'Angers-3      |              |                                                                   |
| 1985    | 1990 (décès) | Pierre Roland               | RPR          |                                                                   |
| 1985    | 2010 (décès) | François Chanteux           | RPR puis UMP | Avocat Vice-Président du Conseil général                          |
| 2010    | 2015         | Frédérique Drouet d'Aubigny | UMP          | Médecin Elue en 2015 dans le Canton d'Angers-1                    |

### Résultats électoraux détaillés
- Élections cantonales de 2001 : François Chanteux (RPR) est élu au 1er tour avec 52,64 % des suffrages exprimés, devant Jérôme Taille (PRG) (20,23 %), Pierre Michel (VEC) (17,76 %) et Jacqueline Braun (FN) (3,29 %). Le taux de participation est de 54,71 % (10 266 votants sur 18 764 inscrits)[7].
- Élections cantonales de 2008 : François Chanteux (UMP) est élu au 1er tour avec 51,19 % des suffrages exprimés, devant Marianne Prodhomme (VEC) (30,93 %) et Louis-Marie  Bachelot  (Divers droite) (7,81 %). Le taux de participation est de 55,75 % (11 464 votants sur 20 562 inscrits)[8].

## Démographie
| 1990   | 1999   | 2006   | 2011   | 2012   |
| ------ | ------ | ------ | ------ | ------ |
| 32 551 | 37 075 | 37 133 | 35 338 | 35 190 |